# آران‌ای پلی‌مراز III
آران‌ای پلی‌مراز III (انگلیسی: RNA polymerase III) یک نوع از آنزیمهای آران‌ای پلی‌مراز در یوکاریوتها که رونویسی آران‌ای ریبوزومی، آران‌ای حامل و نیز برخی از RNAهای کوچک (آران‌ای کوچک هسته‌ای و ریزآران‌ای) را انجام می‌دهد. آران‌ای پلی‌مرازها آنزیم‌هایی هستند که ساخته شدن RNA از روی DNA را رونویسی می‌کنند.